# إيتان سوركيس
إيتان سوركيس (بالعبرية: איתן סורקיס) دبلوماسي إسرائيلي، عينته وزارة الخارجية الإسرائيلية سفيرًا لها في المملكة الأردنية الهاشمية في 24 سبتمبر 2020. كان يعمل سابقًا مبعوثًا خاصًا للمياه في قسم الشرق الأوسط بوزارة الخارجية الإسرائيلية. وكان قنصلًا عامًا سابقًا في ريو دي جانيرو ونائبًا للسفير في عدة دول هي الأردن، والبرازيل، والبيرو وأتلانتا.